# Emmy Andriesse

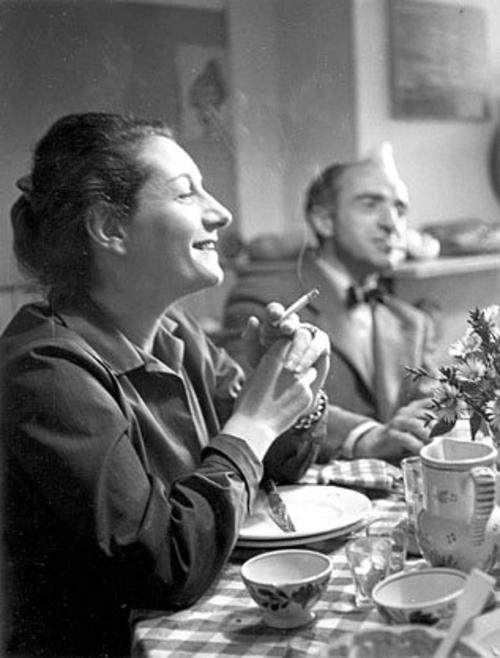
Emmy Andriesse mit Dick Elffers, Fotografie um 1950

Emmy Andriesse (Emmy Eugenie Andriesse; anhörenⓘ; * 14. Januar 1914 in Den Haag; † 20. Februar 1953 in Amsterdam) war eine niederländische Fotografin. Neben Éva Besnyő, Cas Oorthuys und Carel Blazer gilt sie als eine Vertreterin der Strömung Nieuwe Fotografie („Neue Fotografie“).

## Leben
Andriesse wurde als Tochter von Abraham Andriesse und Else Fuld in eine jüdisch-liberale Familie geboren.
Von 1933 bis 1937 besuchte Emmy Andriesse die Koninklijke Academie van Beeldende Kunsten in Den Haag, speziell die Studienrichtung Reklame-Entwurf bei u. a. Gerrit Kiljan, Paul Schuitema und Piet Zwart.
Diese Studienrichtung wurde 1929 neu gegründet und die Medien Fotografie und Film nahmen darin eine besonders große Rolle ein.
1937 nahm sie zusammen mit u. a. Cok de Graaff und Nico Jesse an der Ausstellung 'Foto '37' im Stedelijk Museum in Amsterdam mit ihrer Fotoreportage In de Jordaan teil. Im selben Jahr zog Emmy Andriesse nach Amsterdam und arbeitete als Reportagefotografin für verschiedene Zeitungen und Magazine.
1941 heiratete Andriesse den Grafiker und Maler Dick Elffers und bekam mit ihm zwei Söhne: Cas (1943–1945) und Joost (* 1946).
Bekannt wurde Emmy Andriesse durch Fotografien, die sie heimlich während der Besetzung Amsterdams durch die Nationalsozialisten machte. Sie war Mitglied der von Fritz Kahlenberg gegründeten Gruppe De Ondergedoken Camera („Die untergetauchte Kamera“), die zwischen 1943 und 1945 die Besetzung der Niederlande während des Zweiten Weltkrieges dokumentierte.
Nach dem Krieg spezialisierte sich Emmy Andriesse auf Reportage-, Porträt- und Modefotografie.
Sie starb 1953 im Alter von 39 Jahren an Krebs.

## Werk
Das Foto- und Negativarchiv von Emmy Andriesse befindet sich im Prentenkabinet der Universität Leiden.

Personen der Zeitgeschichte
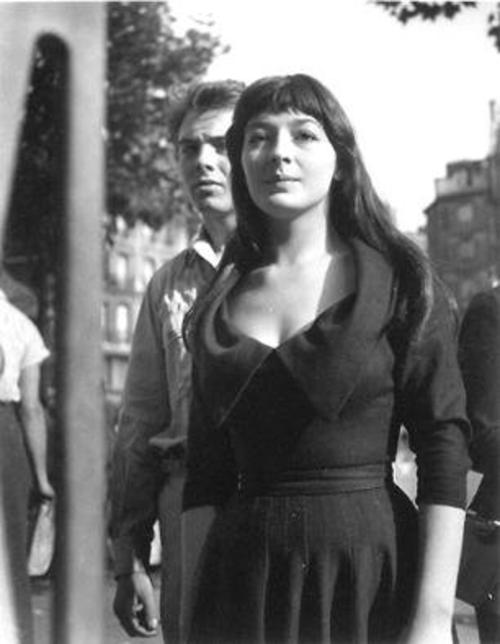
Juliette Gréco und Erskine Caldwell, 1948
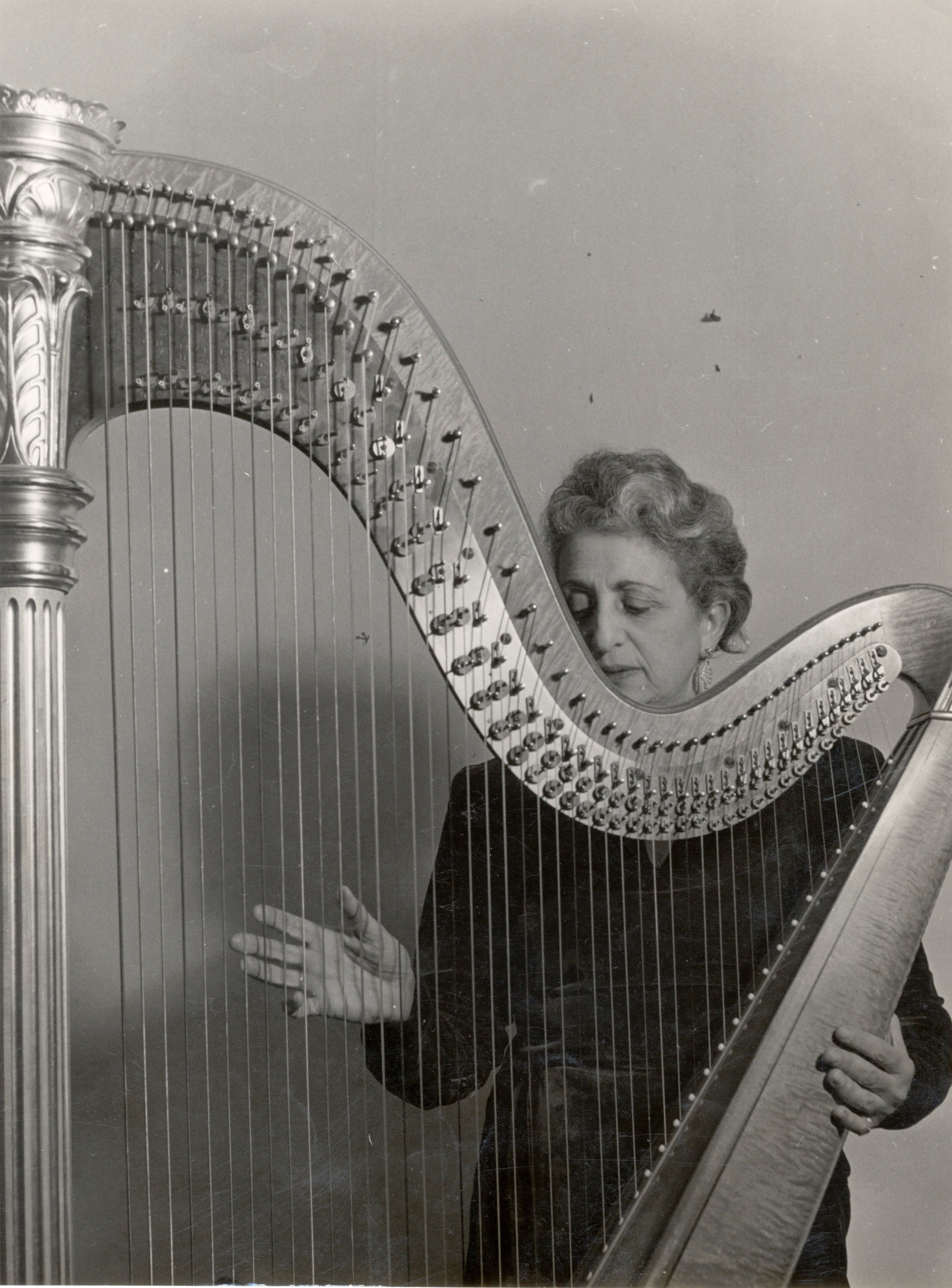
Rosa Spier, 1950
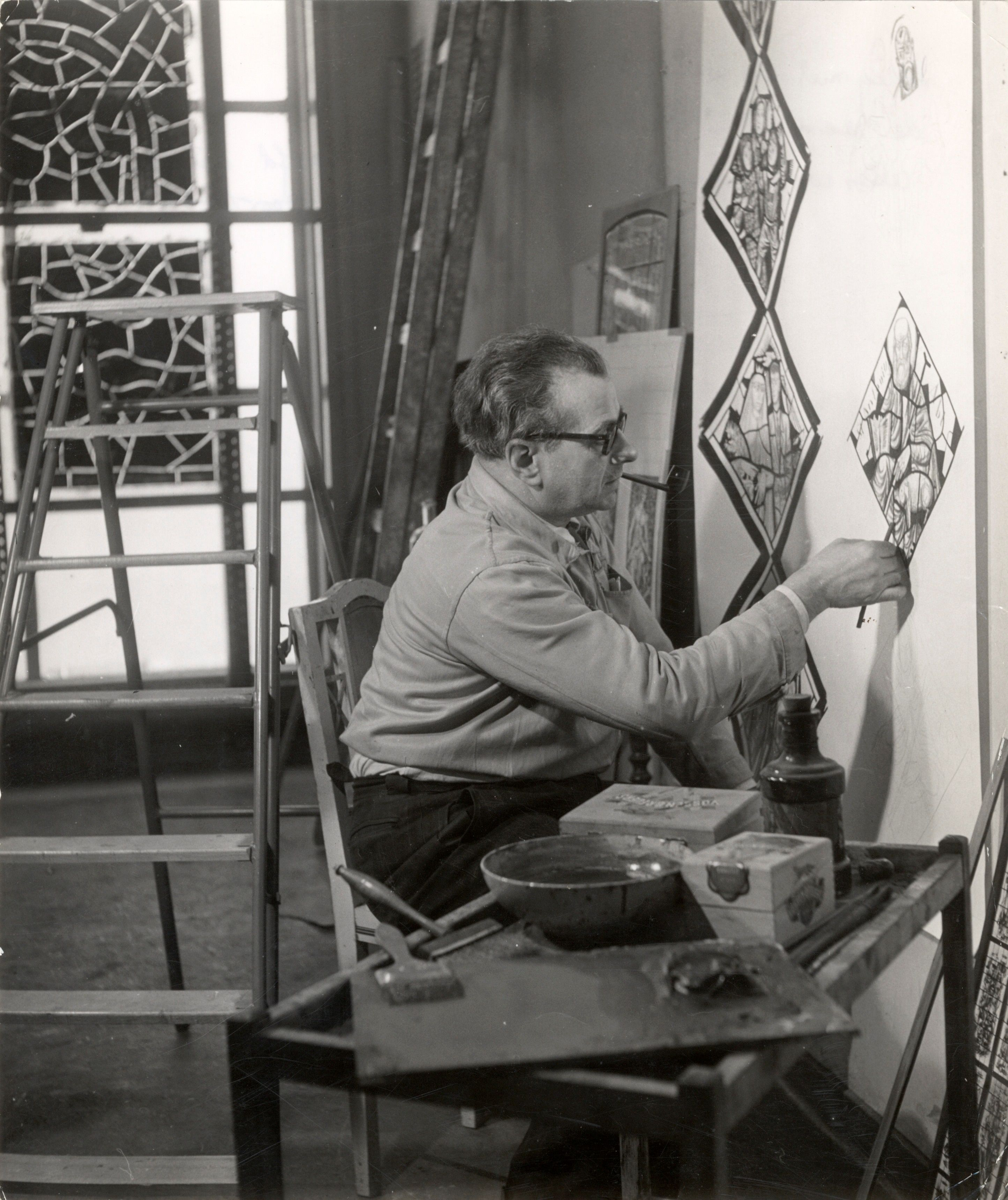
Charles Eyck, 1951
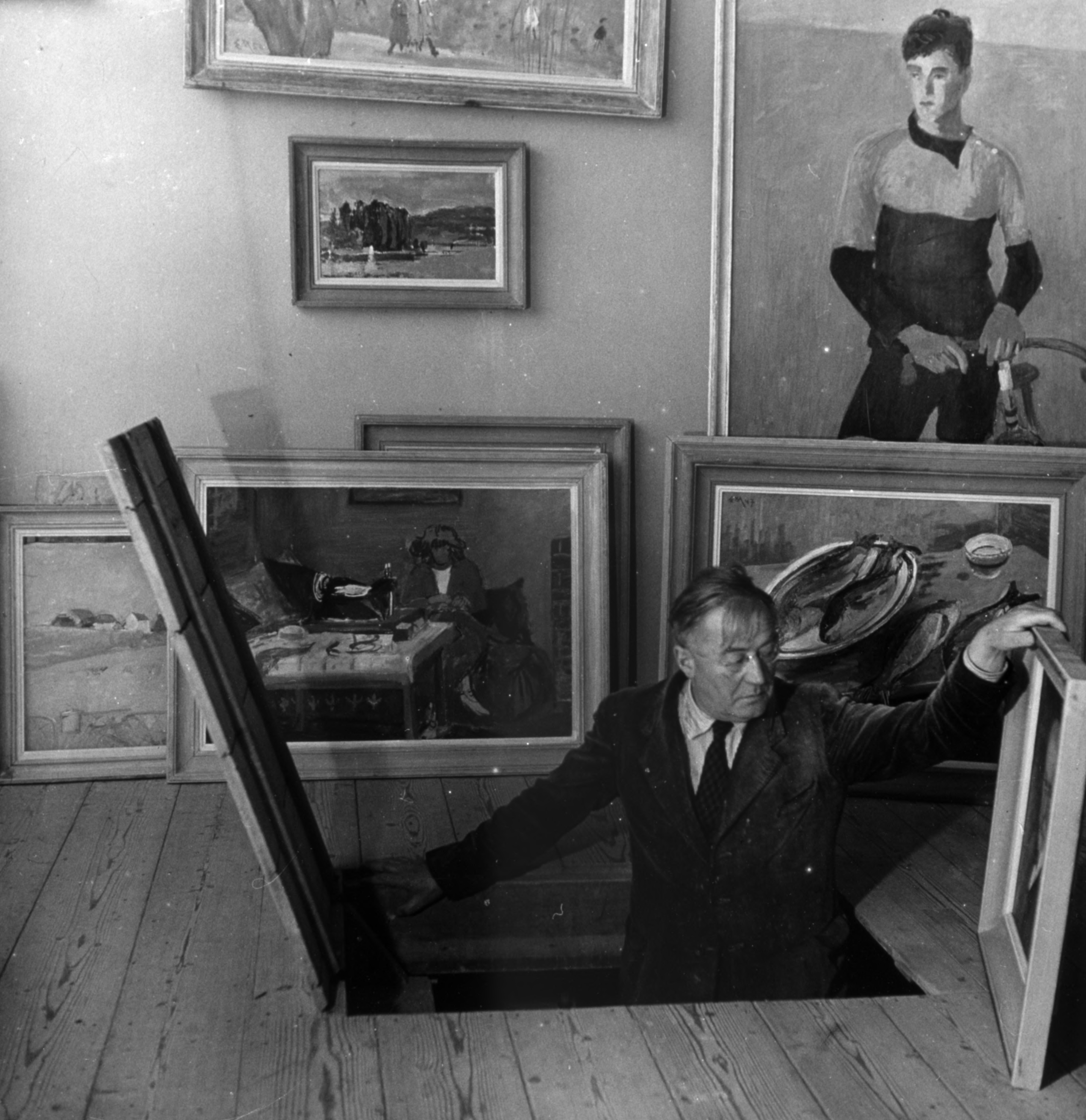
Ernst Morgenthaler, circa 1949

Alberto Giacometti und sein Atelier in Paris, Ende 1940er Jahre
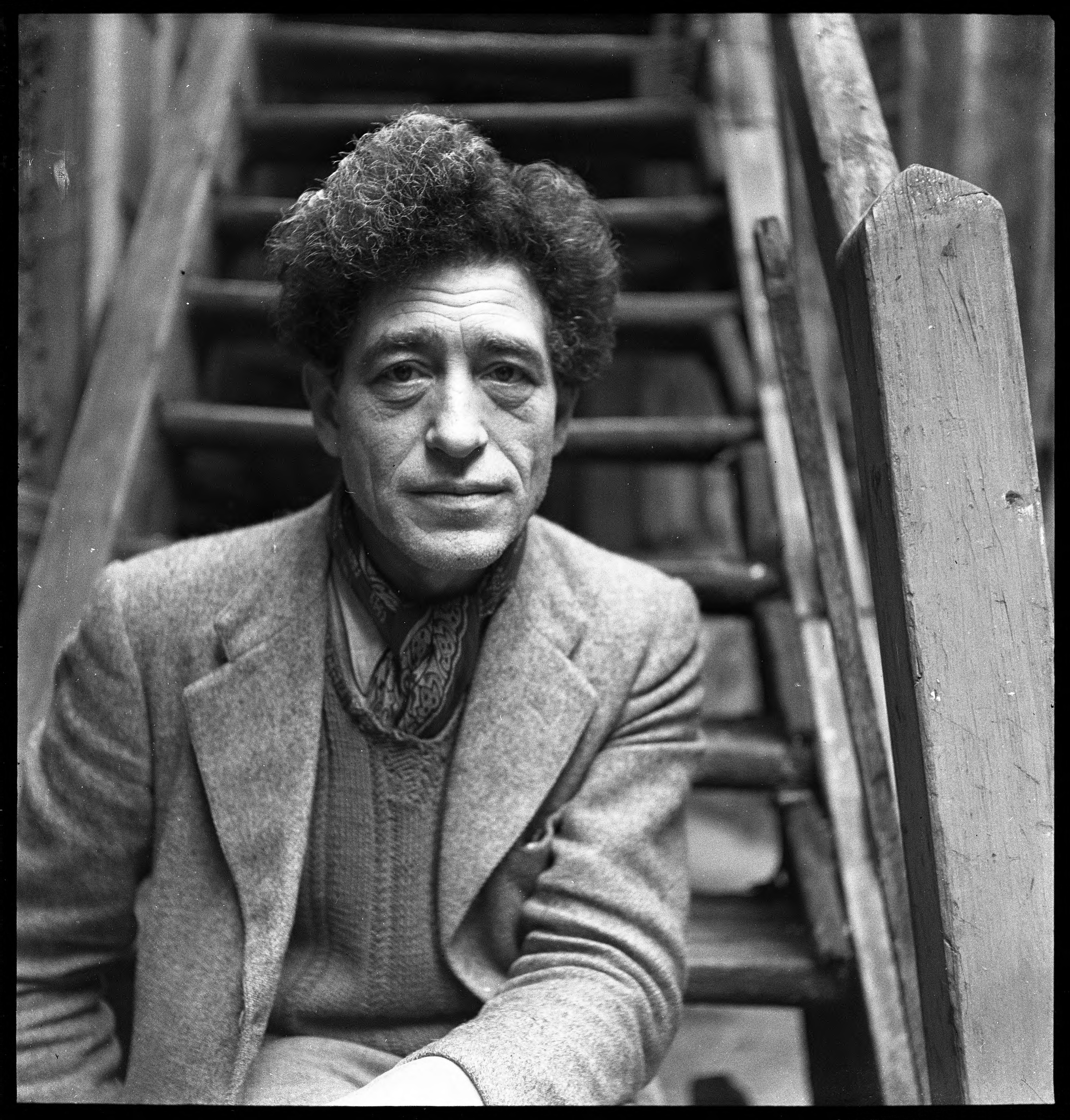
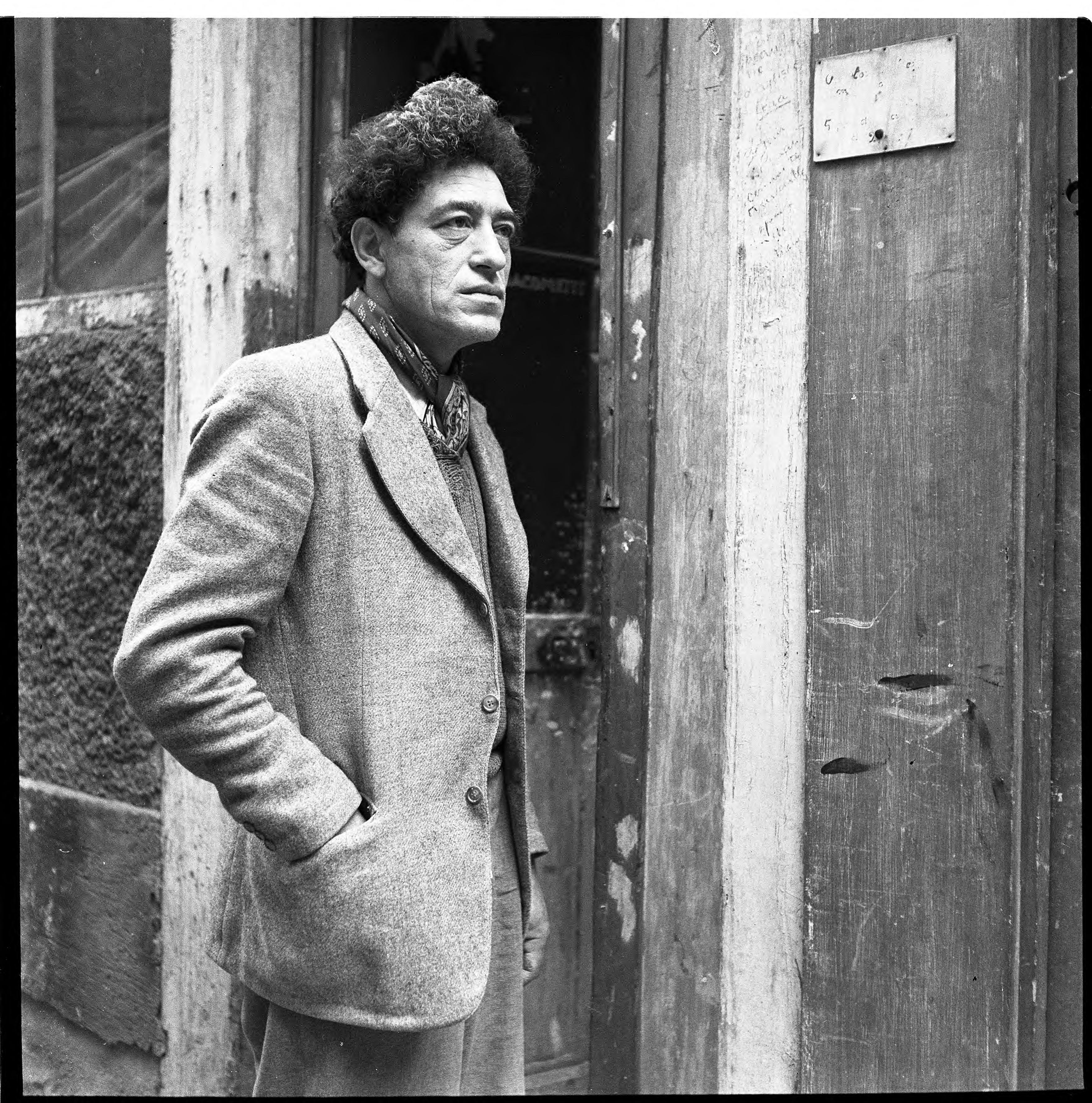
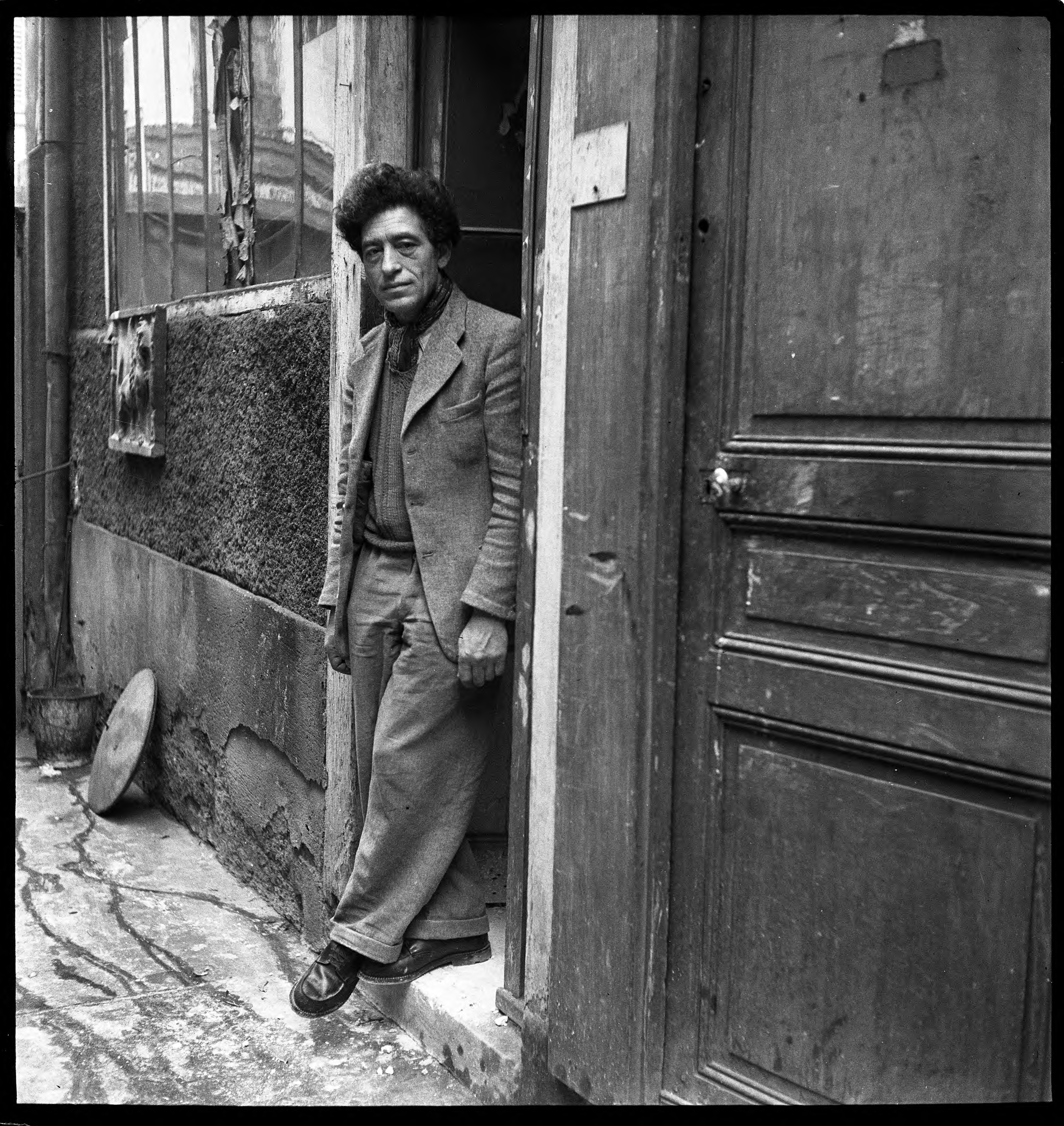
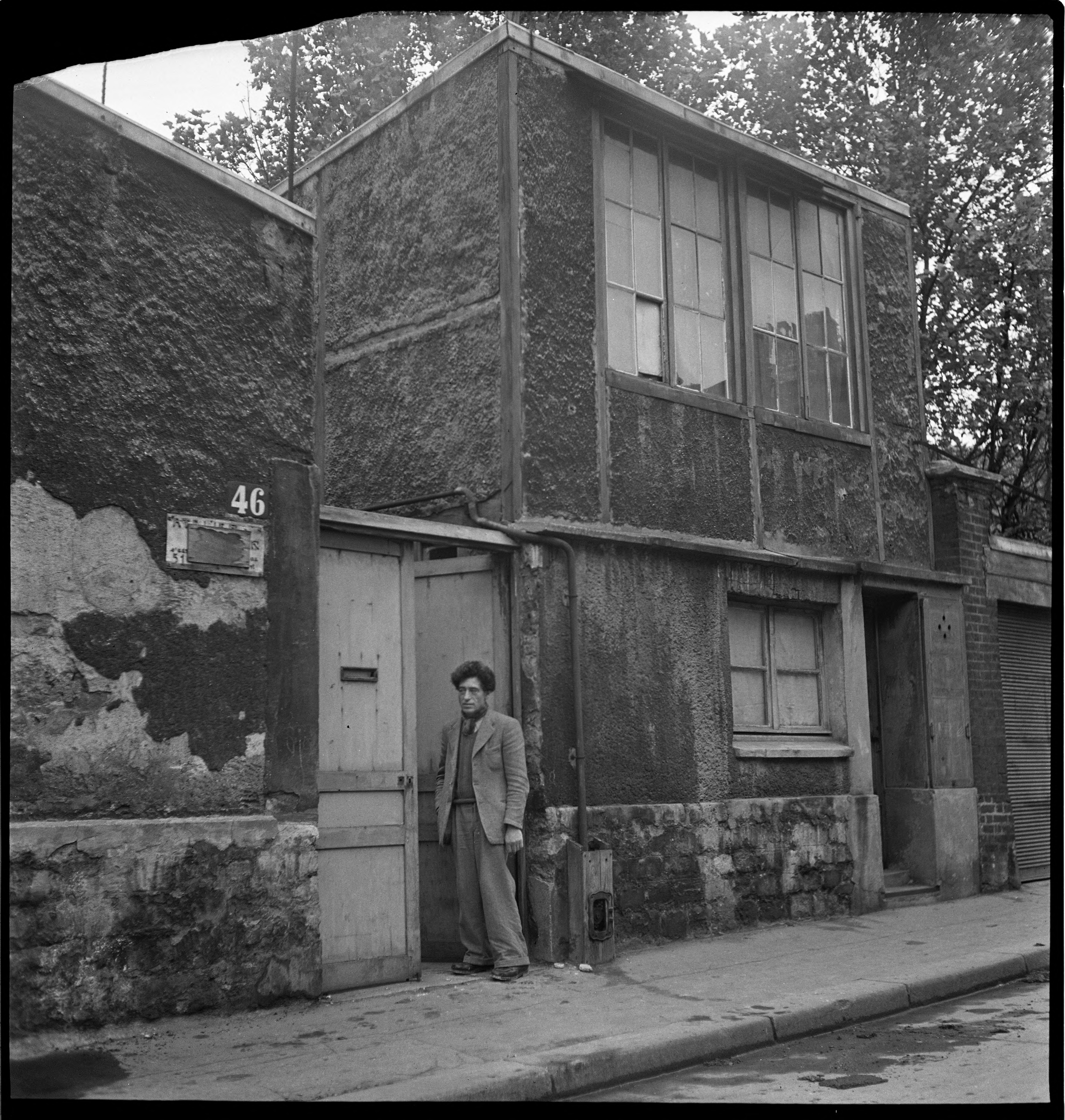

Niederländische Hungerwinter, 1944–1945
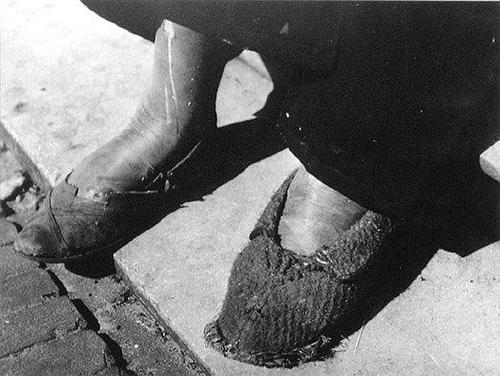
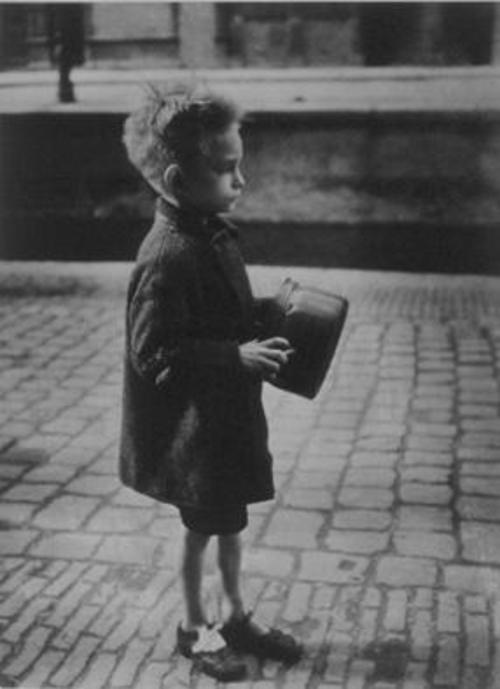
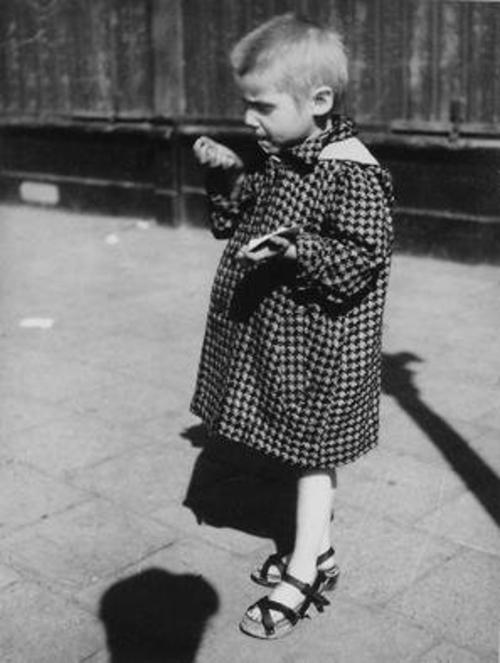
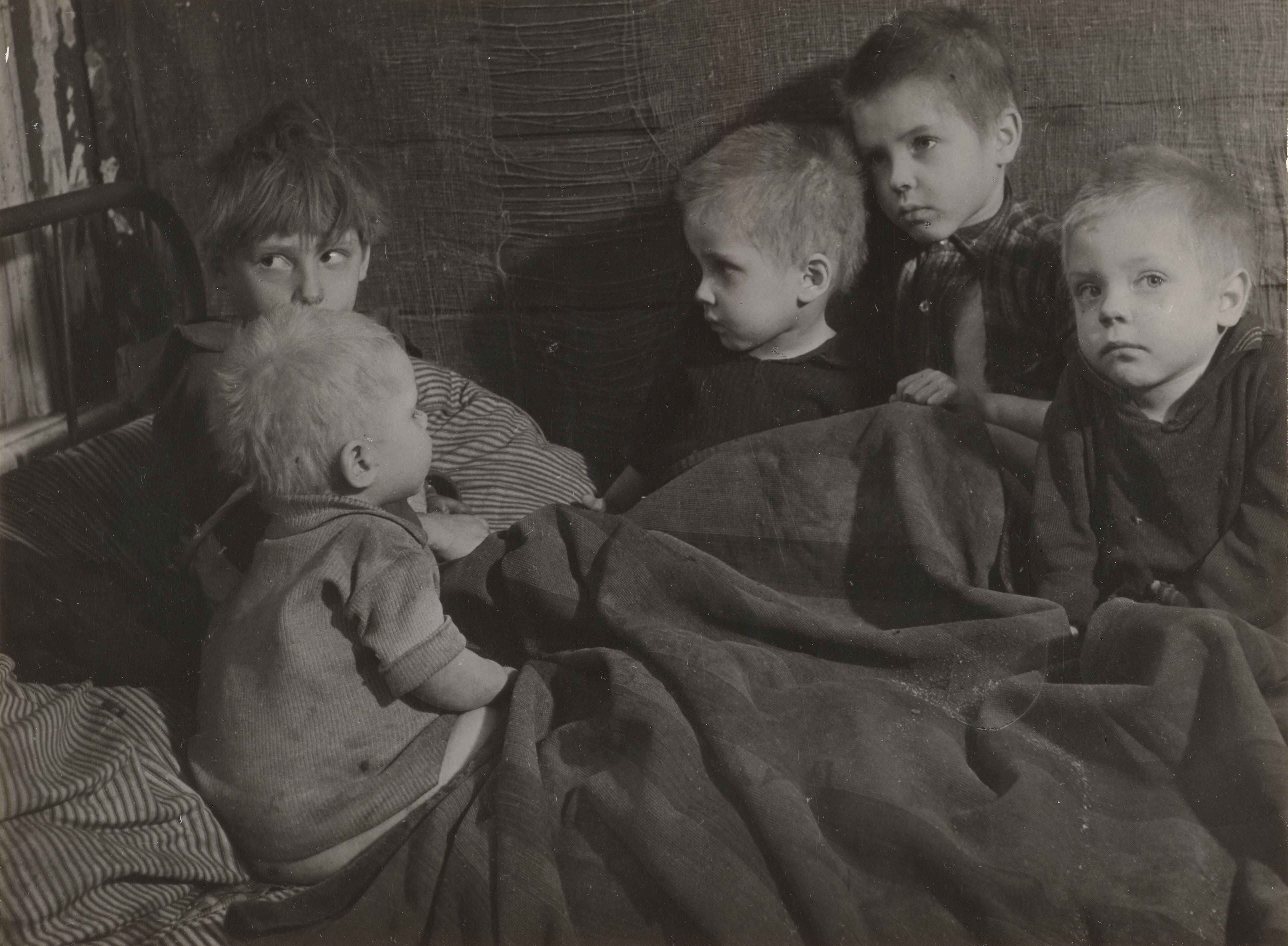
Fünf Kinder unter einer Decke, Niederlande im Zweiten Weltkrieg (1940–1945)

Kultur und Kunst
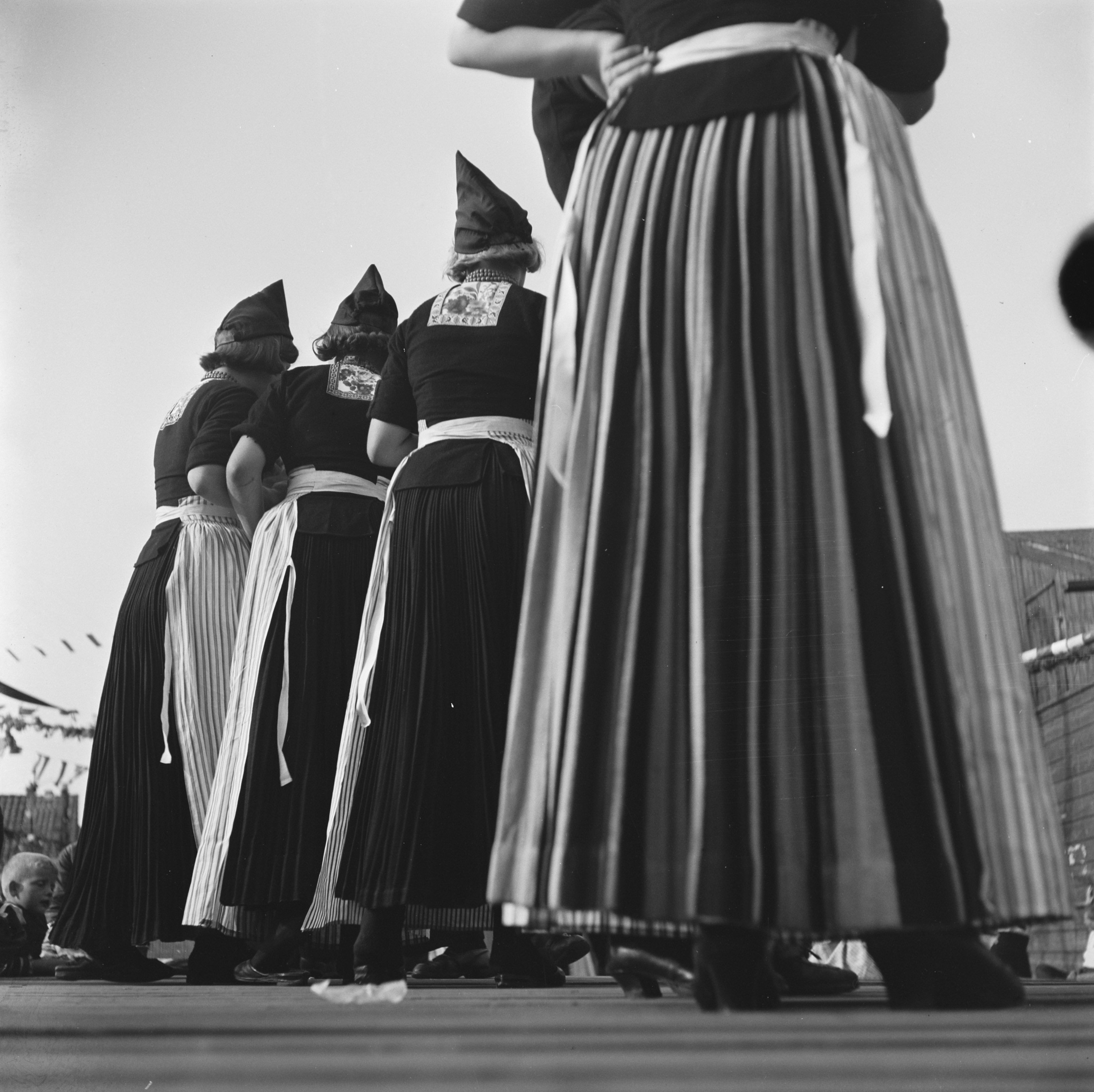
Fest in Volendam Juli 1945
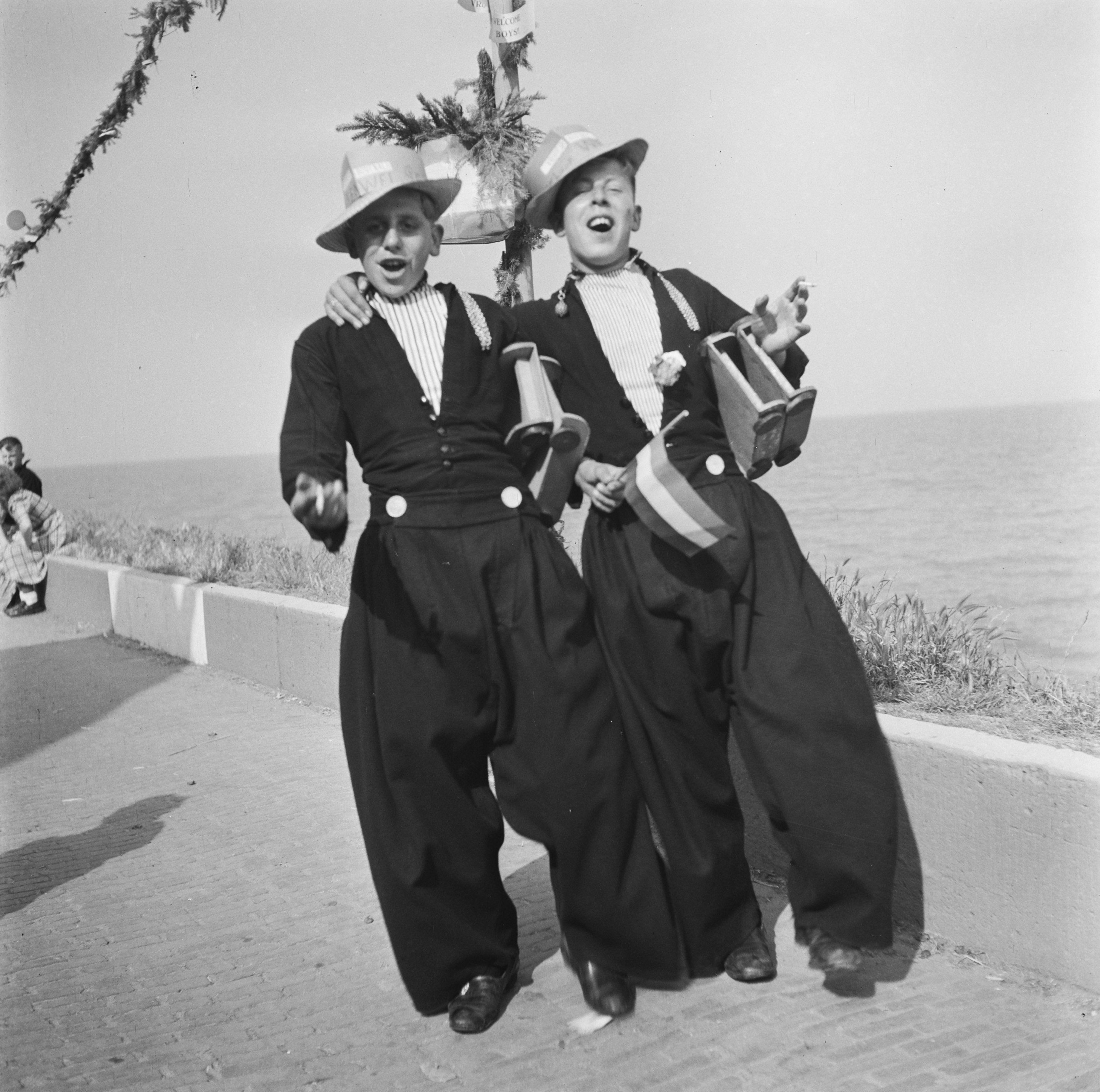
Fest in Volendam Juli 1945
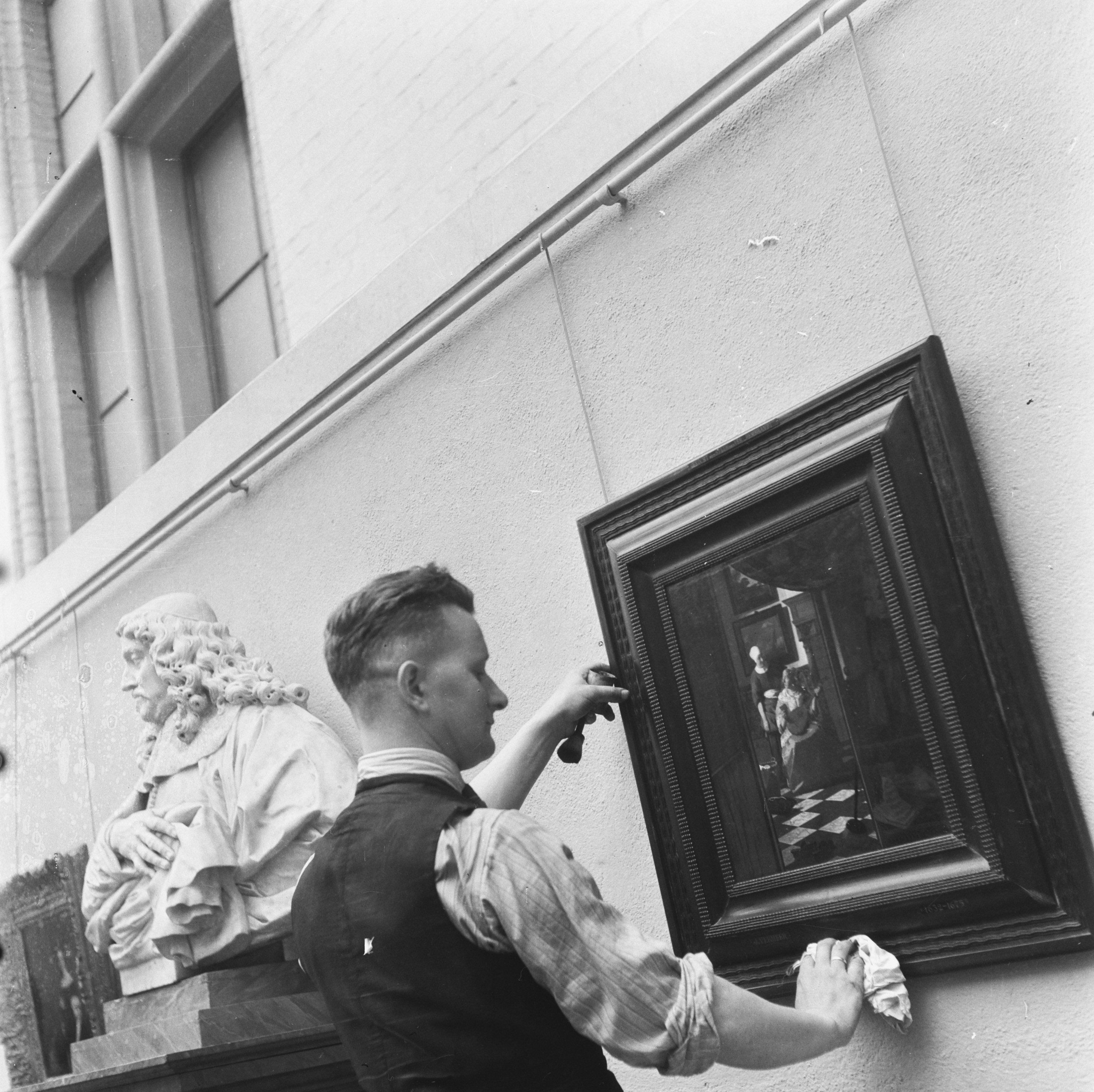
Der Liebesbrief von Johannes Vermeer, Rijksmuseum Amsterdam, Juli 1945
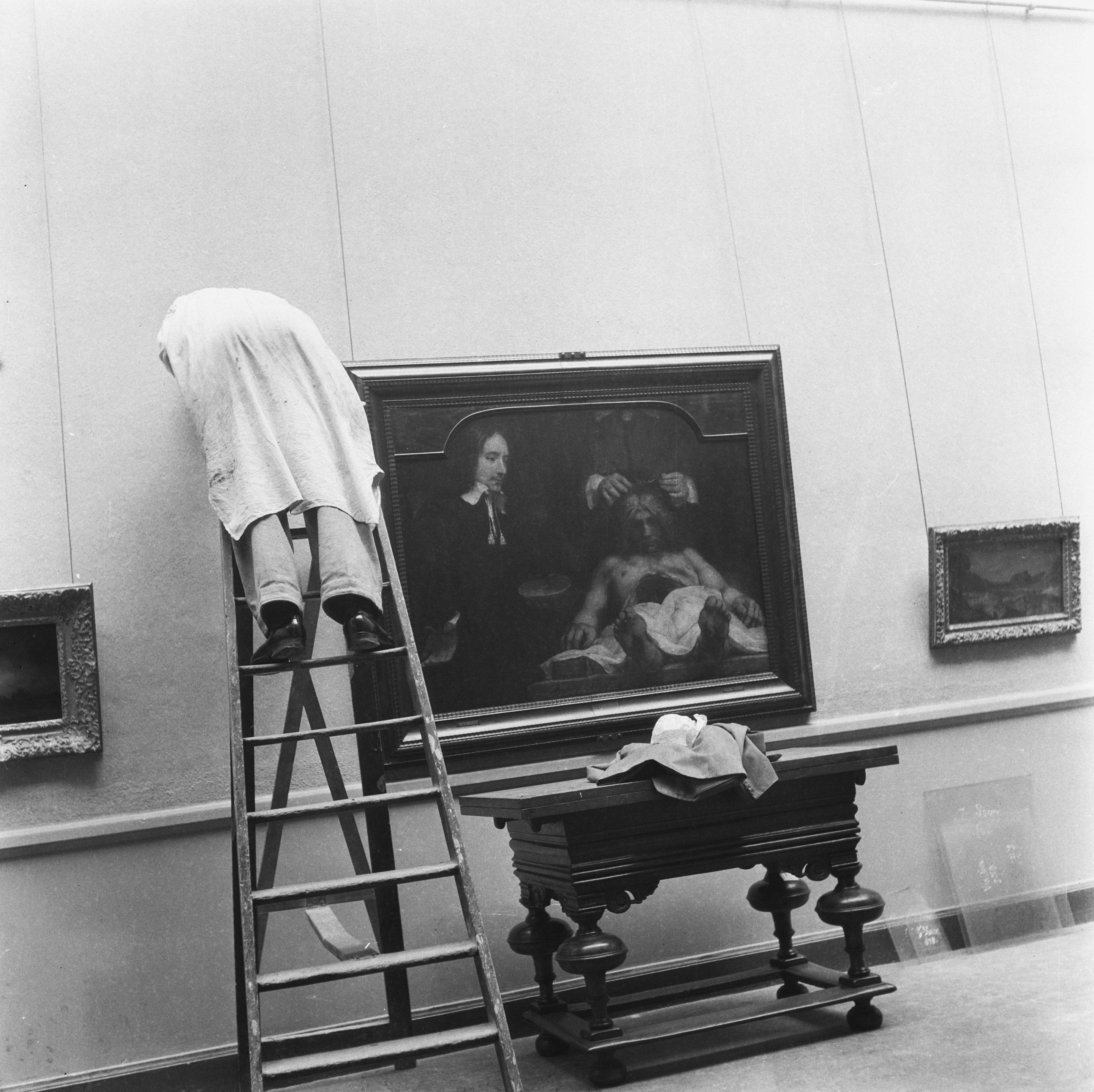
Anatomie des Dr. Deijman von Rembrandt Rijksmuseum 1945

Architektur
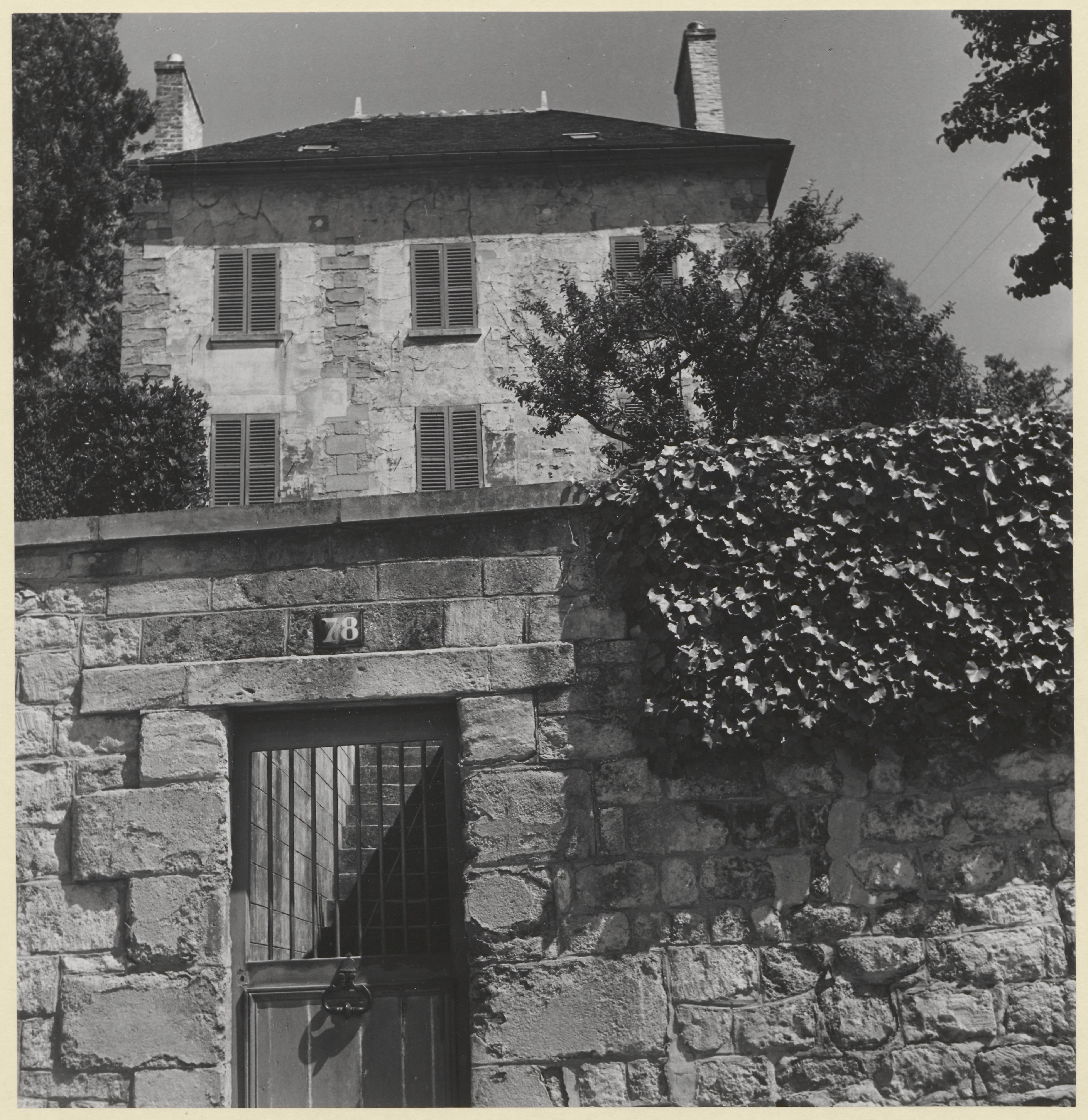
Haus von Dr. Gachet, Arzt von Vincent van Gogh 1951
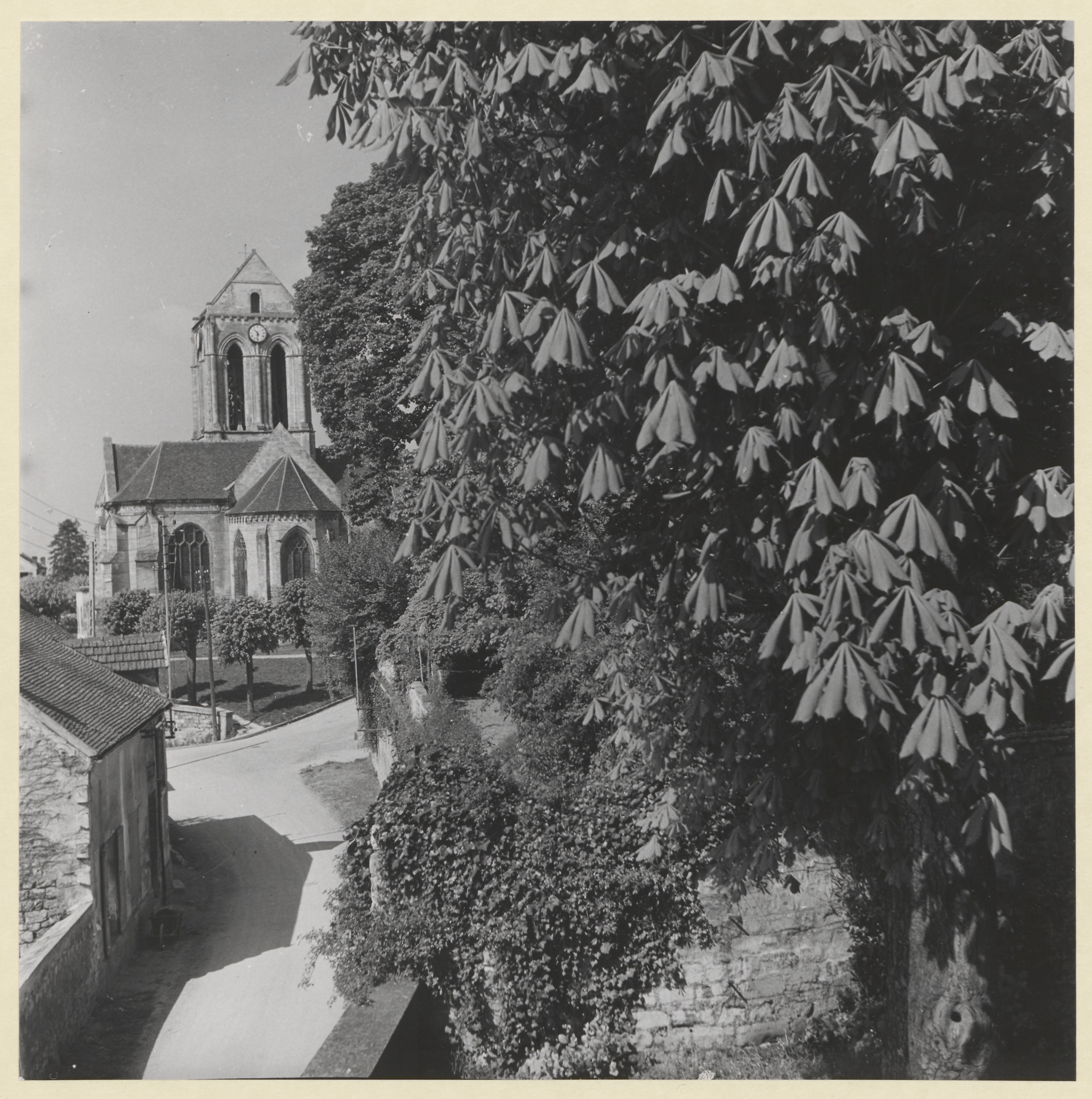
Église Notre-Dame-de-l’Assomption von Rue du Montcel, Auvers-sur-Oise 1951
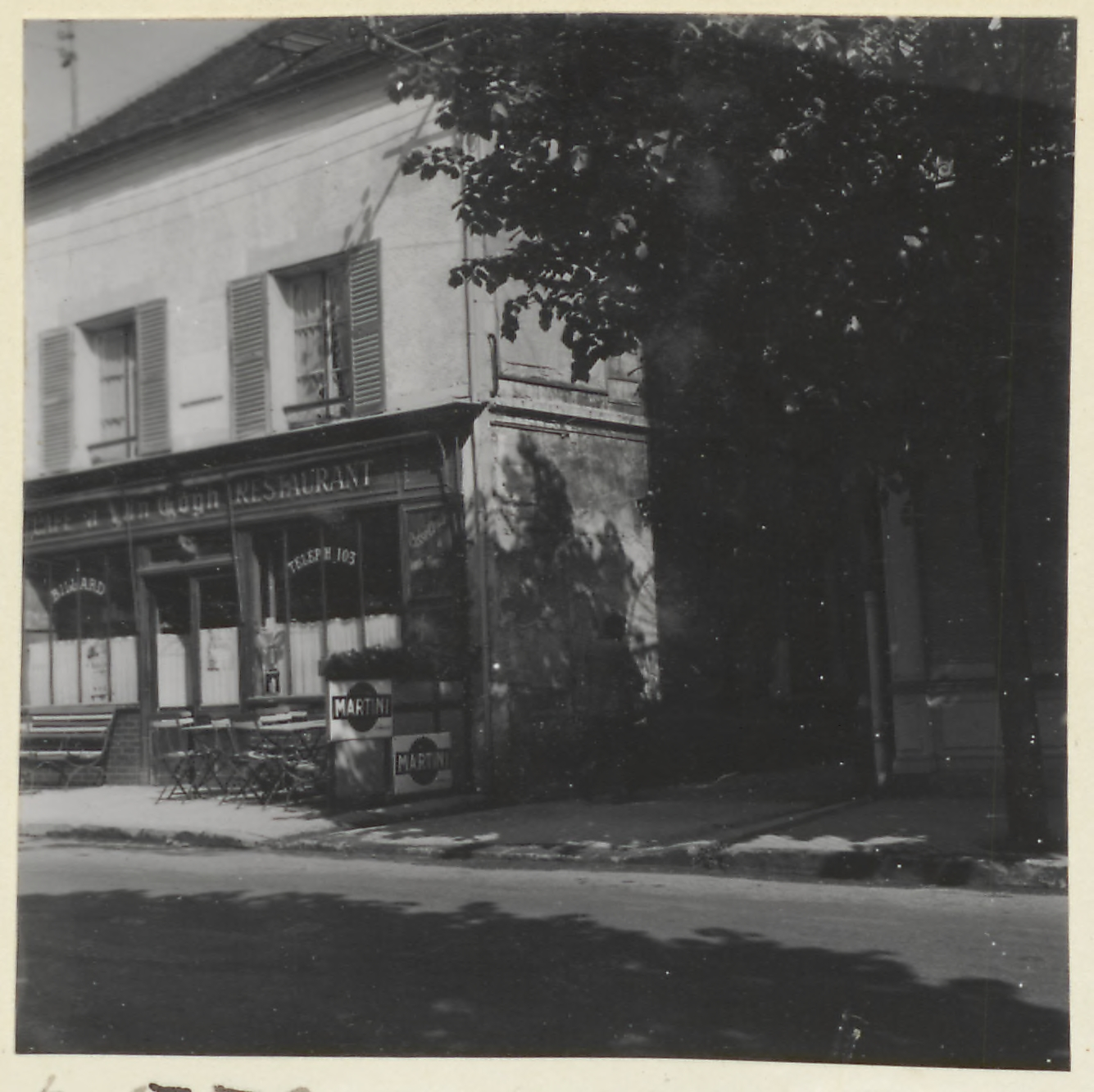
Auberge Ravoux, wo Van Gogh die letzten Tage vor seinem Tod verbrachte 1951
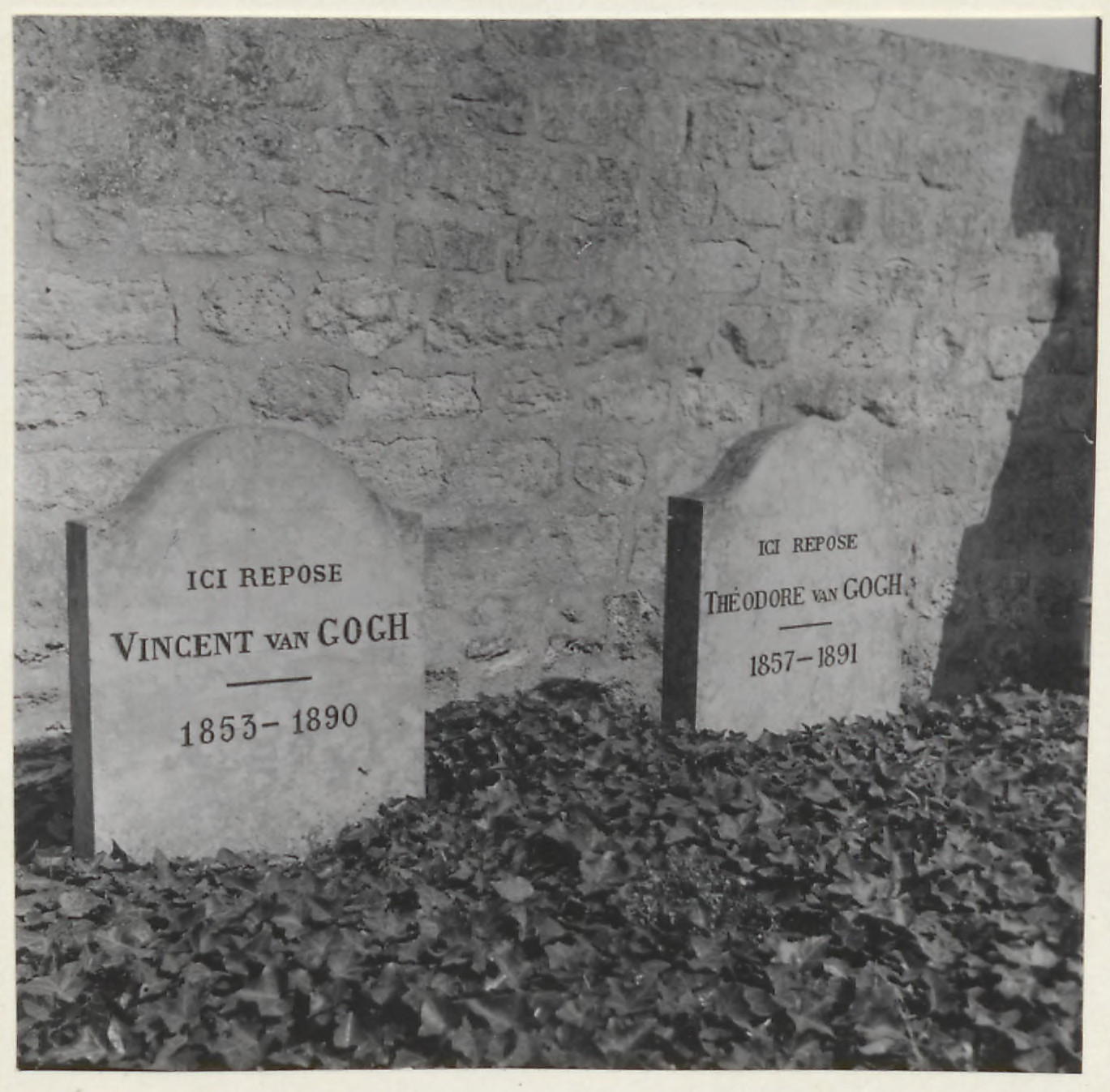
Grabsteine von Vincent und Theo van Gogh, Cimetière d'Auvers-sur-Oise, 1951